# Romita, Veracruz
Romita är en ort i Mexiko.   Den ligger i kommunen Minatitlán och delstaten Veracruz, i den sydöstra delen av landet, 500 km öster om huvudstaden Mexico City. Romita ligger 10 meter över havet och antalet invånare är 101.
Terrängen runt Romita är mycket platt. Runt Romita är det ganska glesbefolkat, med 29 invånare per kvadratkilometer. Närmaste större samhälle är Minatitlán, 14,5 km norr om Romita. Omgivningarna runt Romita är en mosaik av jordbruksmark och naturlig växtlighet.